# Avia B-534
Avia B-534 là một loại máy bay hai tầng cánh được sản xuất trong thời gian giữa Chiến tranh Thế giới I và Chiến tranh Thế giới II.

## Thiết kế và phát triển
Năm 1932, công ty máy bay Tiệp Khắc đã tổ chức cho mẫu thử đầu tiên của một loại máy bay tiêm kích hai tầng cánh một động cơ bay thử, mẫu máy bay này có tên Avia B-34, do Frantiŝek Novotńy thiết kế. Sau khi sửa đổi, Bộ quốc phòng Tiệp Khắc đã đặt mua B-34. Mẫu thử thứ hai được chế tạo có tên gọi Avia B-34/2, dự định trang bị động cơ 600 mã lực (450 kW) Avia Rr 29 thay động cơ Hispano-Suiza 12N V12 cho mẫu thứ thứ nhất và loạt sản xuất thử. Tuy nhiên động cơ Rr 29 lại quá nóng và rung lắc mạnh nên mẫu B.34/2 trước khi bay đã được lắp động cơ Hispano-Suiza 12Ybrs V12.
Avia B-34/2 thực hiện chuyến bay đầu tiên vào ngày 25 tháng 5 năm 1933. Mẫu thử được gửi đi thử vào tháng 9 và định danh là B-534.1. Ngày 10 tháng 10, B-534 được trưng bày lần đầu vào ngày kỉ niệm không quân Lục quân. 

## Lịch sử hoạt động
Vào ngày 1 tháng 9 năm 1938, 1 tháng trước khi Hiệp ước München làm Tiệp Khắc mất 30% lãnh thổ và 34% dân số, Đã có 328 chiếc B-534 và Bk-534 được trang bị cho 21 phi đội tiêm kích của Không quân Tiệp Khắc, số máy bay khác được trang bị cho lực lượng dự bị và huấn luyện.

## Biến thể
- B-534/1: Mẫu thử đầu tiên.
- B-534/2: Mẫu thử thứ hai.
- B-534-I: Phiên bản sản xuất đầu tiên.
- B-534-II:
- B-534-III:
- B-534-IV:
- Bk-534: Phiên bản trang bị pháo

## Quốc gia sử dụng
BulgariaKhông quân Bulgaria – Có từ 48 tới 100 chiếc (hầu hết các nguồn cho rằng có 78 chiếc), được đặt tên là "Dogan" (Hunting Hawk).
 NDHĐức cung cấp một số lượng máy bay Avia B-534.
 Tiệp KhắcKhông quân Tiệp Khắc
 GermanyLuftwaffe – Đức sử dụng làm máy bay huấn luyện, tiêm kích bay đêm. 3 chiếc được dùng để thử nghiệm hạ cánh trên tàu sân bay Graf Zeppelin của Đức.
 GreeceKhông quân Hy Lạp – Mua 2 chiếc B-534.
 Hungary1 chiếc B-534 do Hungary tịch thu, sau đánh số G.192.
 RomaniaCó một số chiếc Avia B-534.
 SlovakiaSlovenské vzdušné zbrane – Không quân Slovak Air Force sử dụng B-534s.
 Liên XôNKVD sử dụng một số máy bay B-534.

## Tính năng kỹ chiến thuật (B-534 IV)

Avia B-534

Dữ liệu từ "Aircraft of the Third Reich Vol.1"

### Đặc điểm riêng
- Tổ lái: 1
- Chiều dài: 8,2 m (26 ft 11 in)
- Sải cánh: 9,4 m (30 ft 10 in)
- Chiều cao: 3,1 m (10 ft 2 in)
- Diện tích cánh: 23,56 m2 (253,6 sq ft)
- Trọng lượng rỗng: 1.460 kg (3.219 lb)
- Trọng lượng có tải: 1.985 kg (4.376 lb)
- Trọng lượng cất cánh tối đa: 2.120 kg (4.674 lb)
- Động cơ: 1 x Hispano-Suiza 12Ycrs, 634 kW (850 hp)

### Hiệu suất bay
- Vận tốc cực đại: 405 km/h (252 mph; 219 kn) ở độ cao 4.400 m (14.436 ft)
- Vận tốc hành trình: 345 km/h (214 mph; 186 kn)
- Tầm bay: 580 km (360 mi; 313 nmi)
- Trần bay: 10.600 m (34.777 ft)
- Vận tốc lên cao: 15,1 m/s (2.970 ft/min)
- Lực nâng của cánh: 90,2 kg/m² (18,5 lb/sq ft)
- Lực đẩy/trọng lượng: 0,292 kW/kg (0,178 hp/lb)

### Vũ khí
- Súng: 4× súng máy 7,92 mm (0,312 in) Mk 30 ZB vz. 30 với 250-300 viên đạn
- Bom: 6× 10 kg (22 lb) hoặc 4x 20 kg (44 lb)

### Máy bay có sự phát triển liên quan
- Avia B-34

### Máy bay có tính năng tương đương
- Blériot-SPAD S.510
- Fiat CR.32
- Fiat CR.42
- Grumman F3F
- Hawker Fury
- Heinkel He 51
- Kawasaki Ki-10
- Polikarpov I-15